# Alexander Watson Hutton
Alexander Watson Hutton (ur. 10 czerwca 1853 w Glasgow, zm. 9 marca 1936 w Buenos Aires) – szkocki nauczyciel, działacz piłkarski uważany za "ojca argentyńskiej piłki nożnej".

## Życiorys
Urodzony w 1853 Hutton już jako młody chłopiec stracił oboje rodziców. Później trafił pod opiekę swojej babci, następnie pod szkolną opiekę Daniela Stewarta. W 1881 ukończył filozofię na Uniwersytecie w Edynburskim. W lutym 1882 wyemigrował do Argentyny, gdzie podjął pracę w szkole Saint Andrew's Scotch. W 1884 założył szkołę Buenos Aires English High School, która uczestniczyła w rozgrywkach klubowych. W 1886 urodził mu się syn Arnold, reprezentant Argentyny. 21 lutego 1893 stał się założycielem AFA, którego był prezesem przez trzy lata. Zmarł w 1936 i został pochowany na brytyjskim cmentarzu Chacarita. Jego imię nosi biblioteka argentyńskiego związku piłki nożnej.